# Trochalopteron
Trochalopteron é um gênero da família Leiothrichidae encontrado na África e no sul da Ásia.

## Espécies
19 espécies são reconhecidas para o gênero:
- Trochalopteron austeni
- Trochalopteron subunicolor
- Trochalopteron lineatum
- Trochalopteron virgatum
- Trochalopteron squamatum
- Trochalopteron variegatum
- Trochalopteron affine
- Trochalopteron elliotii
- Trochalopteron henrici
- Trochalopteron morrisonianum
- Trochalopteron erythrocephalum
- Trochalopteron yersini
- Trochalopteron milnei
- Trochalopteron formosum
- Trochalopteron imbricatum
- Trochalopteron chrysopterum
- Trochalopteron melanostigma
- Trochalopteron ngoclinhense
- Trochalopteron peninsulae